# Kaukasische Strauch-Birke
Die Kaukasische Strauch-Birke (Betula raddeana) ist ein Baum oder Strauch aus der Gattung der Birken in der Familie der Birkengewächse (Betulaceae). Das Verbreitungsgebiet liegt im Kaukasus.

## Beschreibung

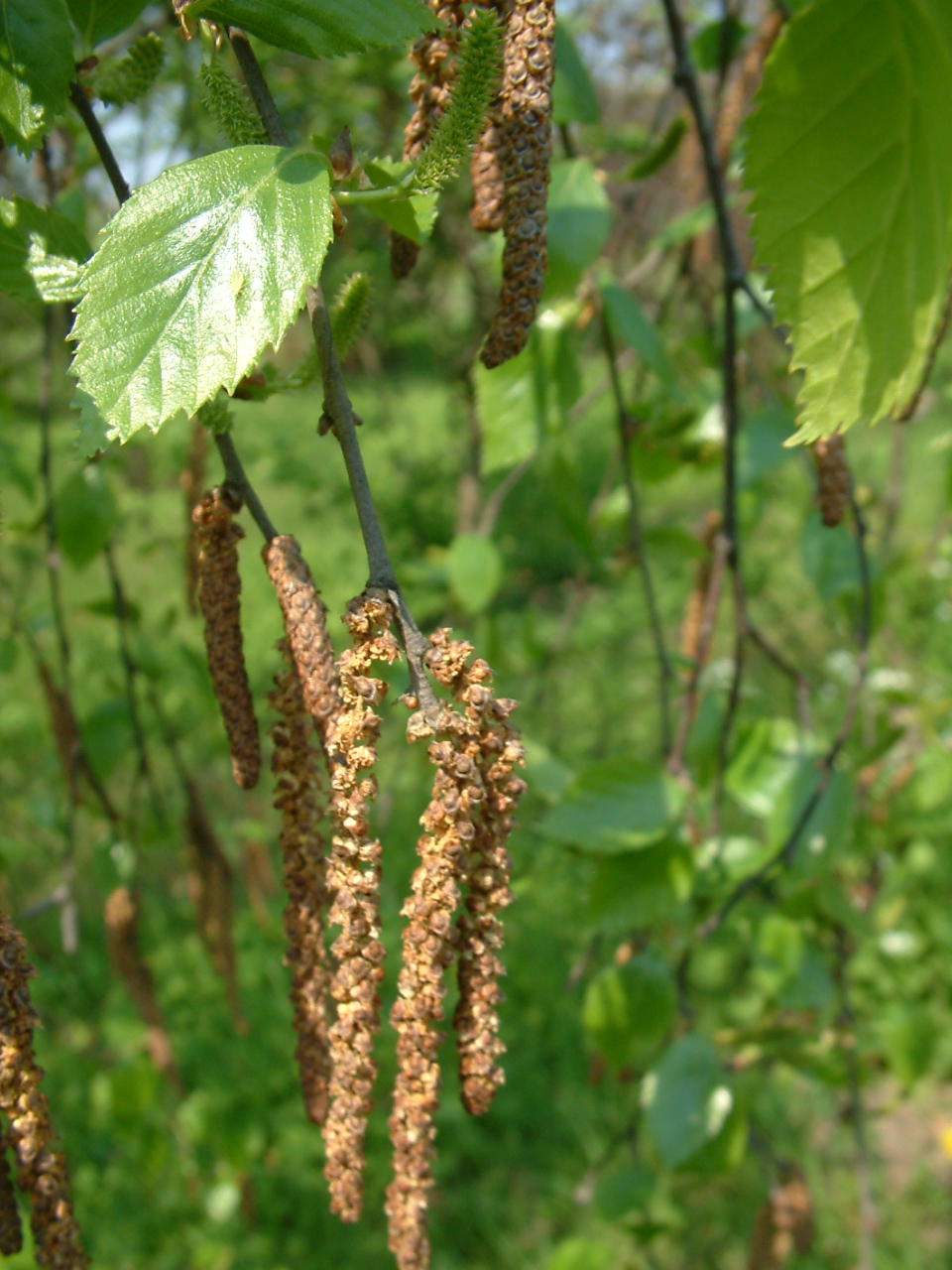
Kätzchen

Die Kaukasische Strauch-Birke ist ein kleiner Baum oder hoher Strauch mit silbrig grauer oder leicht rosa gefärbter Rinde und bis zum Ende der Vegetationsperiode dicht samtig behaarten, mit wenigen hellen Warzen bedeckten Trieben. Die Blätter sind breit eiförmig, 3 bis 5 Zentimeter lang, spitz mit abgerundeter oder schwach herzförmiger Basis und unregelmäßig grob gesägtem Rand. Die Blattoberseite ist matt dunkelgrün und leicht behaart, die Unterseite ist behaart. Je Blatt werden 6 bis 7 Nervenpaare gebildet. Der behaarte Blattstiel ist etwa 0,6 bis 1,2 Zentimeter lang. Die weiblichen Blütenstände sind aufrecht stehende, 2 bis 4 Zentimeter lange, ellipsoide Kätzchen. Dabei stehen die Zipfel der Fruchtschuppen aufrecht, der mittlere ist doppelt so lang wie die seitlichen.

## Verbreitung und Ökologie
Das Verbreitungsgebiet liegt im Kaukasus. Dort wächst sie in kühlfeuchten Wäldern, auf nährstoffreichen, sauren bis schwach alkalischen, humosen, sandig-lehmigen bis lehmigen Böden an sonnigen bis lichtschattigen Standorten. Die Art ist frosthart.

## Systematik und Forschungsgeschichte
Die Kaukasische Strauch-Birke (Betula raddeana) ist eine Art aus der Gattung der Birken (Betula) in der Familie der Birkengewächse (Betulaceae). Die Erstbeschreibung erfolgte 1887 durch Ernst Rudolph von Trautvetter im Trudy Imperatorskago S.-Peterburgskago Botaniceskago Sada. Acta Horti Petropolitani. St. Petersburg.

## Verwendung
Die Art wird selten genutzt.

## Nachweise